# Журавель Ганна Андріївна
Ганна Андріївна Журавель (? — ?) — українська радянська діячка, бригадир мотористок, машиніст парокотельного цеху Дніпровського металургійного заводу імені Дзержинського Дніпропетровської області. Депутат Верховної Ради СРСР 2-го скликання.

## Життєпис
До 1941 року — мотористка цеху газованих вод заводу міста Дніпропетровська.
З 1941 по 1944 рік перебувала в евакуації в східних районах СРСР.
На 1945—1946 роки — бригадир мотористок насосів, машиніст парокотельного цеху Дніпровського металургійного заводу імені Дзержинського міста Дніпродзержинська Дніпропетровської області.